# Teófilo Dueñas Samper
Teófilo Dueñas Samper (Puertollano, 11 d'agost de 1946) és un antic futbolista espanyol de la dècada de 1970.

## Trajectòria
Començà la seva carrera al Calvo Sotelo CF i a continuació al Rayo Vallecano. L'any 1970 fitxà pel FC Barcelona, club on jugà dues temporades. Fou l'autor dels dos gols que donaren la victòria al Barça a la Finalíssima de la Copa de les Ciutats en Fires enfront del Leeds United. També marcà un dels gols que van permetre al club passar a la final de Copa de l'any 1971, en un partit davant l'Atlético de Madrid, final que acabaria guanyant el Barça. Malgrat el seu bon paper durant la temporada 1971-72, en finalitzar la mateixa fou traspassat al Granada CF, on jugà cinc temporades. Finalitzà la seva carrera al Palencia CF.

## Palmarès
- Finalíssima de la Copa de les Ciutats en Fires:
  - 1971
- Copa espanyola:
  - 1970-71